# Naokiman Show
Naokiman（ナオキマン、1991年11月3日 - ）は、アメリカ合衆国出身の男性YouTuber、作家。
Collab Japan株式会社所属。青山学院大学経済学部卒業。日系アメリカ人で、アメリカ国籍を持つ。身長168cm、体重65kg。独身。本名は下の名前が直樹（なおき）だと公表している。「Naokiman Show」とは2017年にNaokimanが開設したYouTubeチャンネル。

## 略歴
- 1991年11月、アメリカ合衆国ワシントン州シアトルに生まれる。
- 2010年4月、日本に留学。青山学院大学経済学部に入学。
- 2014年3月、青山学院大学経済学部を卒業。大学卒業後、アメリカに帰国せず、日本に残る。
- 2017年6月、YouTubeチャンネル「Naokiman Show」を開設。YouTuberとしての活動開始。怪事件や超常現象、スピリチュアル、陰謀論、都市伝説などの解説を主に取り扱う。
- 2018年3月、メインチャンネル登録者数が10万人を突破。9月、自身のセカンドチャンネルにあたるYouTubeチャンネル「Naokiman 2nd Channel」を開設。主に怪事件や都市伝説、陰謀論などの深掘り動画を投稿。また、著名人との対談動画も投稿している。その後、セカンドチャンネルの登録者数が10万人を突破。
- 2019年1月、自身のサードチャンネルにあたるYouTubeチャンネル「直樹的不思議世界」を開設。9月、書籍「ナオキマンのヤバい世界の秘密」を執筆。
- 2020年1月、メインチャンネルの登録者数が100万人を突破。同月、書籍「BASHAR×Naokiman Show 望む未来へ舵を切れ!」を執筆。3月、書籍「ナオキマンのヤバい日本の秘密」を執筆。
- 2021年5月、書籍「ナオキマンのヤバい人類支配の秘密」を執筆。
- 2022年5月、オンラインサロン『秘密結社NaokimanShow ｰ新世界よりｰ』を開設。
- 2023年8月、DMM TVで、一瀬隆重と共に、ドラマ「Naokiman HORROR SHOW」を制作した[6]。10月、セカンドチャンネルの登録者数が100万人を突破。
- 2024年2月、メインチャンネルの登録者数が200万人を突破。3月、丸山ゴンザレスとの共著で、書籍「ヒトコワ都市伝説」を執筆。11月、有明アリーナにて、自身初の     ライブ「The Secret Show -都市伝説トークライブ-」を開催した[7]。
- 2025年3月、ABEMAにて、自身初の冠番組「ナオキマンの都市伝説ワイドショー」の放送を開始。6月まで放送された。

## 人物
両親ともに日本人。
出身地はアメリカワシントン州シアトル。
18歳までアメリカに住んでいた。
青山学院大学経済学部への進学を機に日本へ移住。
姉がいる。
アメリカ国籍をもっている。
21歳の時にパニック障害になった。

## Naokiman Showメンバー
レギュラーメンバー
- Naokiman

スタッフ
- アネキマン
- その他スタッフ数名

## 書籍

### 単著
- ナオキマンのヤバい世界の秘密（発売日：2019年9月19日）
- BASHAR×Naokiman Show 望む未来へ舵を切れ!（発売日：2020年1月20日）
- ナオキマンのヤバい日本の秘密（発売日：2020年3月24日）
- ナオキマンのヤバい人類支配の秘密（発売日：2021年5月27日）

### 共著
- ヒトコワ都市伝説（発売日：2024年3月27日、丸山ゴンザレスとの共著）

## 制作

### ネット配信
- 「Naokiman HORROR SHOW」（2023年8月、DMM TV）[6]。

## 企画

### 対談
ナオキマンが自身のYouTubeチャンネルにゲストを招き、1対1で対談をする企画である。
ゲスト
- シークエンスはやとも
- 佐藤航陽
- たっくー
- 木内鶴彦
- ネドじゅん
- 矢作直樹
- はせくらみゆき
- 苫米地英人
- 高野誠鮮
- SHOGEN
- 保江邦夫
- 林千勝
- 土御門兼嗣
- 丸山ゴンザレス
- さとうみつろう
- 瀬戸勝之
- 寺門ジモン
- 中矢伸一
- 前澤友作
- あえば浩明
- 元WHO職員
- 秋山眞人
- 及川幸久
- 堤未果
- 安倍昭恵

### ナオキマンの知らない世界
ナオキマンが主催し、複数人のゲストを招き、トークをしていく企画。
第1回メンバー
ナオキマン、シークエンスはやとも、佐藤航陽、丸山ゴンザレス、角由紀子、新田真剣佑、島田秀平
番外編メンバー
ナオキマン、シークエンスはやとも、佐藤航陽、勝丸円覚、三上丈晴
第2回メンバー
ナオキマン、シークエンスはやとも、三上丈晴、箕輪厚介、瀬戸勝之、千原せいじ、さとうみつろう

## 出演

### ドラマ
- 妖怪学園Y 〜Nとの遭遇〜（2019年12月27日、テレビ東京）- ナオキマン役（声の出演）[15]

### バラエティ
- 行列のできる法律相談所（2020年1月26日、日本テレビ）
- 爆報! THE フライデー（2020年7月10日、7月24日、8月7日、10月9日、12月4日、TBS）
- じっくり聞いタロウ〜スター近況（秘）報告〜（2020年11月19日、テレビ東京）
- 超常現象XファイルSP（2020年12月27日、テレビ朝日）
- ワールド極限ミステリー（2021年3月3日、12月8日、2022年4月13日、2023年12月13日、2024年10月2日、TBS）
- 週刊さんまとマツコ（2021年7月4日、TBS）
- 何するカトゥーン?（2023年2月24日、12月25日、フジテレビ）
- サクサクヒムヒム ☆推しの降る夜☆（2025年7月5日、日本テレビ）[16]

### ネット配信
- 「Naokiman HORROR SHOW」（2023年8月、DMM TV）[6]。
- 「ナオキマンの都市伝説ワイドショー」（2025年3月 - 6月、ABEMA）

### イベント
- T-1グランプリ（2023年3月、2024年3月、2025年4月） - 審査員[17][18][19]
- 「The Secret Show -都市伝説トークライブ-」（2024年11月）[20]